# Sangue bom
 (срп. Добра крв) бразилска је теленовела, продукцијске куће Реде Глобо, снимана 2013.

## Синопсис
Централна прича прати животе шесторо младих људи — Бента, Аморе, Фабиња, Малу, Маурисија и Жијане. Бенто, Амора и Фабињо се познају одмалена, у време када су живели у хранитељској породици коју је чинио пар Жилсон и Салма у кварту Каза Верде, све док им се путеви нису раздвојили једног дана.
Амору је усвојила богата глумица Барбара Елен, Фабиња пропала породица из унутрашњости, док је Бенто временом отворио своју ботаничку задругу „Акасија Амарела” заједно са својом најбољом другарицом Жијане, ратоборном девојком која је заљубљена у фудбал, али и потајно у Бента. Са друге стране, Фабињо одлучује да се врати у Сао Пауло у потрази за биолошким родитељима, али и да би кренуо Амориним путем, газећи преко свих да би остварио своје циљеве.
Амора је одрасла окружена луксузом и гламуром, као усвојена ћерка познате глумице Барбаре Елен, удате за познатог филмског режисера Плинија Цампану, са којим има једино биолошко дете, слатку и праведну Малу. Барбара је временом усвојила троје деце — Луз, Кевина и Дороти, не би ли се самопромовисала.
Малуин отац, Плинио, временом се разводи од Барбаре због својих сталних испада у јавности и убрзо проналази своју некадашњу љубав, Ирене Фиори, бившу глумицу која је променила име у Рита де Касија, и која тренутно ради као жива статуа и чита приче деци. Плинио и Ирене су били раздвојени захваљујући Барбариним сплеткама, а Плинио није сазнао да је Ирене чекала његово дете.
Поред тога што су били хранитељска породица, Жилсон и Салма су власници локалног бара „Кантаи” у коме ради Роземер, борбена жена која ради као конобарица и која је позната по својим честим расправама. Сина је одгајала сама, далеко од оца Перасија, који га не познаје и не признаје. Иако је ожењен поквареном Брендом, Роземер је и даље заљубљена у Перасија.
Путеви Бента, Аморе и Фабиња ће се поново укрстити након што се сретну на Амориној веридби, и од тада ће у њиховим животима уследити бројне промене.

## Улоге
| Глумац:              | Улога:                            |
| -------------------- | --------------------------------- |
| Марко Пигоси         | Бенто де Жезус Ким Рабело         |
| Софи Шарлот          | Амора Кампана Мајара Капилати     |
| Фернанда Васконселос | Марија Луиза „Малу” Кампана       |
| Жаиме Матарацо       | Маурисио Васкез                   |
| Исабел Друмон        | Режијане „Жијане” де Соуза        |
| Умберто Карао        | Фабио „Фабињо” Кеироз Кампана     |
| Ђулија Гам           | Барбара Елен Консеисао да Силва   |
| Ерсон Капри          | Плинио Кампана                    |
| Летисија Сабатела    | Вероника Васкез Палмира Валенте   |
| Мариса Орт           | Дамарис Кармим Гладис до Кабо Сул |
| Ингрид Гимараес      | Албертина „Тина” Леао             |
| Марко Рика           | Вилсон Рабело                     |
| Армандо Бабајоф      | Ерико Рабело                      |
| Режијане Алвес       | Рената Морети                     |
| Малу Мадер           | Роземер Мореира                   |
| Фелипе Камарго       | Перасио Фернао Паис               |
| Јона Магаљаес        | Глорија Паис                      |
| Луиз Кардозо         | Салма Рабело                      |
| Даниел Дантас        | Жилсон Рабело                     |
| Дебора Евелин        | Ирене Фиори Рита де Касија        |
| Летисија Изнард      | Бренда Мендонса Паис              |